# Kate Millett
Katherine Murray Millett (Saint Paul, 14 de septiembre de 1934-París, 6 de septiembre de 2017), conocida como Kate Millett, fue una escritora, profesora, artista y activista feminista radical estadounidense. Estudió Licenciatura en Lengua Inglesa en la Universidad de Minesota y se graduó con honores en 1956; poco tiempo después  logró realizar su posgrado en Literatura Inglesa en la Universidad de Oxford.
Es considerada una autora clave del feminismo contemporáneo. Su obra Política sexual (1970), junto con La dialéctica del sexo de Shulamith Firestone, se sitúa entre las obras clave de la corriente del feminismo radical. Esta corriente se considera en Estados Unidos parte de la segunda ola del feminismo aunque autoras como Celia Amorós y Amelia Valcárcel han señalado que teniendo en cuenta a las feministas de la Revolución francesa debería situarse en el feminismo de la llamada tercera ola. La tesis principal de Millett es que el patriarcado con sus papeles y posiciones sociales no deriva de la esencia humana, sino que el origen del patriarcado es histórico y cultural. No existe disparidad mental intelectual ni emocional entre los sexos.

## Biografía
En 1961 se trasladó a Japón, donde dio clases de inglés. Dos años más tarde, Millett regresó a los Estados Unidos con el escultor Fumio Yoshimura, con quien se casó en 1965, separándose en la década de 1970. Fue una activa feminista a finales de la década de 1960 y en la de 1970. En 1966, se convirtió en miembro del comité de la National Organization of Women (NOW).
En 1967 publicó un panfleto titulado Token Learning contra los planes de estudio para mujeres en las universidades. En agosto de 1970, publicó su tesis Política sexual, donde ofreció una amplia crítica de la sociedad patriarcal en la sociedad occidental y la literatura. En particular, ataca lo que ella visualiza como sexismo y heterosexismo en los novelistas D. H. Lawrence, Henry Miller y Norman Mailer, contrastando sus puntos de vista discrepantes con el punto de vista del novelista y poeta Jean Genet.
En 1971, comenzó a comprar y restaurar edificios cerca de Poughkeepsie, Nueva York. El proyecto finalmente se convertiría en Women's Art Colony Farm, una comunidad de mujeres artistas y escritoras.
Su libro Flying (En pleno vuelo) (1974) es una autobiografía no académica en la que se expresa la vena artística de Millett, como escultora y cineasta. Habla de su matrimonio con Yoshimura y sus amores con mujeres. En 1979, Millett fue a Irán a trabajar por los derechos de la mujer; pronto sería deportada y escribiría sobre esta experiencia en Going to Iran. Sita (1977) es una reflexión sobre un amor atormentado. En The Loony-Bin Trip (1990) trata sobre el trastorno bipolar, describiendo experiencias en hospitales psiquiátricos y su decisión de suspender su terapia de litio.

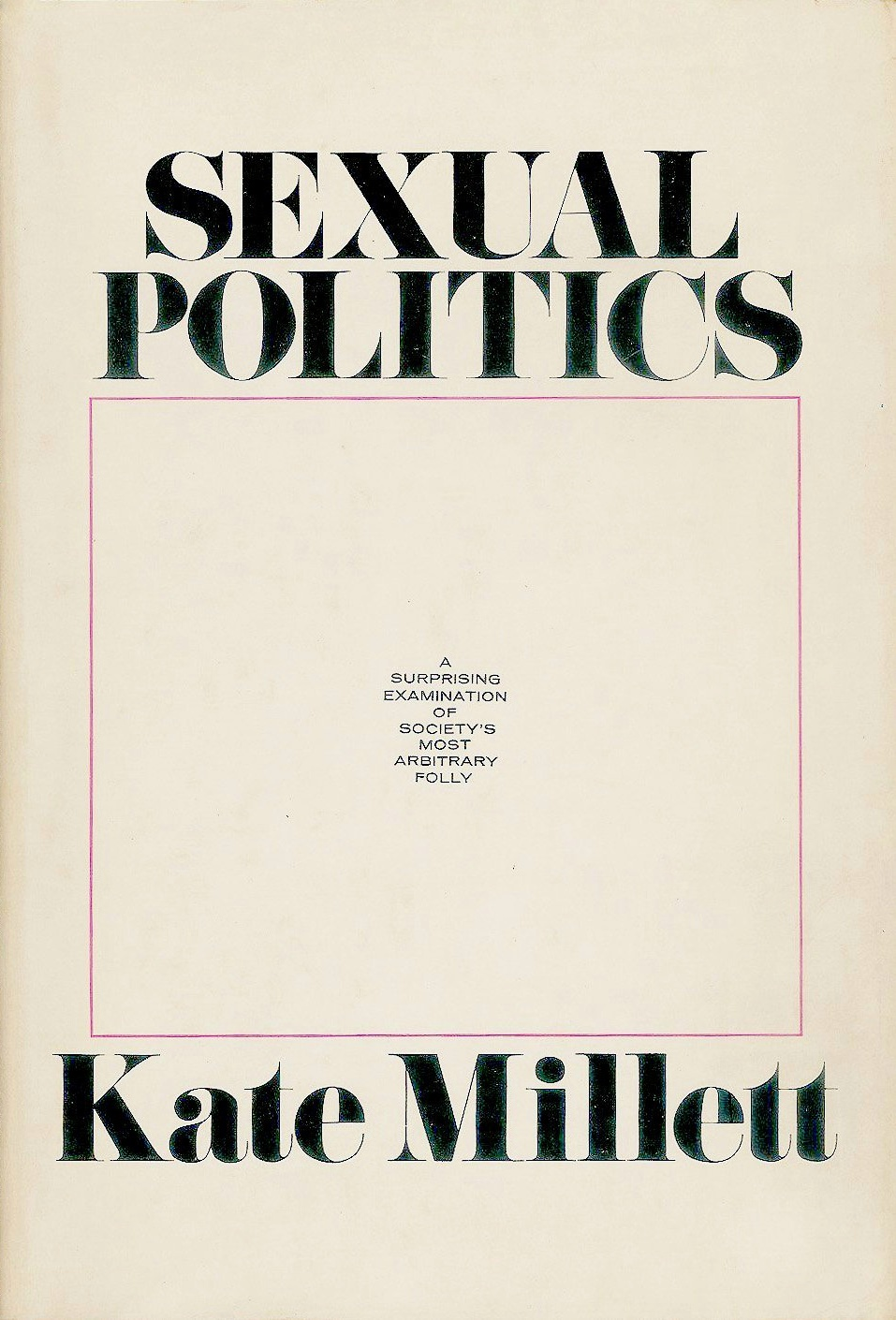
Política Sexual

A finales de la década de 1990 y principios de 2000, Millett estuvo involucrada en un conflicto con el ayuntamiento de Nueva York, en tanto las autoridades querían desalojarla de su casa como parte de un plan de reconversión masiva. Millett y otros recurrieron, pero perdieron en los tribunales. Su edificio fue demolido y los residentes fueron realojados.

### Muerte
Millett murió de un paro cardiorrespiratorio en París el 6 de septiembre de 2017, ocho días antes de cumplir sus 83 años. Su esposa, Sophie Keir, estaba con ella en el momento de su muerte.

## Escultura
Millett desarrolló una importante actividad escultórica e instalaciones, como señala la historiadora de arte María Teresa Alario: «En un momento cercanas al ámbito de Fluxus, en sus obras reflexiona sobre el cuerpo de las mujeres, que aparecen inmovilizadas, encerradas y aisladas».

## Militancia feminista
Millett militó inicialmente en la Organización Nacional de Mujeres (NOW, por sus siglas en inglés), y a finales de la década de 1960 perteneció al grupo de feministas radicales New York Radical Women, fundado en 1967 por Pam Allen y Shulamith Firestone.

## Política sexual
En Política sexual, su libro capital, Millett realiza un análisis de la sexualidad, la política y el género uniendo disciplinas tales como la crítica literaria, la antropología, la economía, la historia, la psicología y la sociología. Ha definido al género como «la estructura de la personalidad conforme a la categoría sexual».
En una entrevista del año 1977, explicó que en Política sexual se propuso plantear al género como una categoría política semejante a la clase social y a la «raza» y demostrar que el sexo masculino ha dominado el mundo durante toda la historia escrita, convirtiendo al patriarcado en un sistema de gobierno que deja en manos de los hombres el poder sobre todas las instituciones convirtiendo así a las mujeres en ciudadanas de segunda categoría, oprimidas y fuera del sistema, sin poder ocupar cargos públicos importantes y al margen de la cultura.
También dijo que la primera autora que influyó en su conciencia feminista fue la escritora francesa Simone de Beauvoir con su libro El segundo Sexo.

## Obras

#### Libros

##### Autoría
- 1970. Sexual Politics. Garden City, Nueva York: Doubleday. OCLC 489817513. [Trad. esp.: Política sexual. México: Aguilar, 1975. Barcelona: Cátedra, 1995, 2010].
- 1971. The Prostitution Papers: A Candid Dialogue. Falmouth: Paladin. OCLC 320856459.
- 1974. Flying. Nueva York: Alfred A. Knopf. ISBN 978-0-394-48985-8. [Trad. esp.: En pleno vuelo. Barcelona: Hacer, 1990. ISBN 9788485348770].
- 1976. Sita. Londres: Virago. ISBN 9780860680246. [Trad. esp.: Sita. Alpha Decay, 2018. ISBN 978-84-948210-5-9].
- 1979. The Basement: Meditations on a Human Sacrifice. Nueva York: Simon & Schuster. ISBN 978-0-671-24763-8.
- 1981. Going to Iran. Nueva York: Coward, McCann & Geoghegan. ISBN 978-0-698-11095-3.
- 1990. The Loony-Bin Trip. Nueva York: Simon & Schuster. ISBN 978-0-671-74028-3. [Trad. esp.: Viaje al manicomio. Barcelona: Seix Barral, 2019. OCLC 1156643442].
- 1993. The Politics of Cruelty: An Essay on the Literature of Political Imprisonment. Nueva York, Londres: W. W. Norton. ISBN 978-0-393-03575-9.
- 1995. A.D., A Memoir. Nueva York: W. W. Norton. OCLC 32093735. [Trad. esp.: A. D., A Memoir. Madrid: Continta me tienes, 2019. OCLC 1235951532].
- 2001. Mother Millett. Londres: Verso. ISBN 978-1-85984-607-0.

##### Coautoría
- 1997. Millett, Kate; O'Dell, Kathy; Berger, Maurice. Kate Millett, Sculptor: The First 38 Years. Catonsville, Maryland: Fine Arts Gallery. ISBN 0-9624565-9-4.

#### Artículos o capítulos de libros
- 1988. Millett, Kate. «¿Somos las mujeres incapaces de honrar nuestra propia historia?». The Guardian.
- 1998. ——— «Out of the Loop». On the Issues Magazine.[cita requerida]
- 2005. ——— «Theory of Sexual Politics». En Cudd, Ann E.; Andreasen, Robin O., eds. Feminist Theory: A Philosophical Anthology. Oxford, UK; Malden, Massachusetts: Blackwell Publishing. pp. 37-59. ISBN 1-4051-1661-7.
- 2007. ——— «The Illusion of Mental Illness». En Stastny, Peter; Lehmann, Peter, eds. Alternatives Beyond Psychiatry. Berlin Eugene, Oregon: Peter Lehmann Publishing. pp. 29-3. ISBN 9780978839918.
- 2012. ——— «Foreword». En Farber, Seth. The Spiritual Gift of Madness: The Failure of Psychiatry and the Rise of the Mad Pride Movement. Inner Traditions. ISBN 978-1-59477-448-5.
- 2014. ——— «Preface». En Burstow, Bonnie; LeFrancois, Brenda; Diamond, Shaindl, eds. Psychiatry Disrupted: Theorizing Resistance and Crafting the Revolution. Montreal: McGill/Queen's University Press. ISBN 9780773543300.

### Filmografía
- 1971. Three Lives (documental). Women's Liberation Cinema Company. «Productora».[13]
- 1981. Not a Love Story: A Film About Pornography (documental). National Film Board of Canada (NFB). «Ella misma, escritora, artista».[14]
- 1989. Bookmark: Daughters of de Beauvoir (1.er episodio; biografía). British Broadcasting Corporation (BBC), Union Pictures Productions. «Ella misma».[15]
- 1998. Playboy: The Story of X (documental). Calliope Films, Playboy Entertainment Group. «Ella misma».[cita requerida]
- 2001. The Real Yoko Ono (televisión). «Ella misma».[16]
- 2007. Des fleurs pour Simone de Beauvoir (documental corto en francés). «Ella misma».[17]